# KOHJINSHA SH

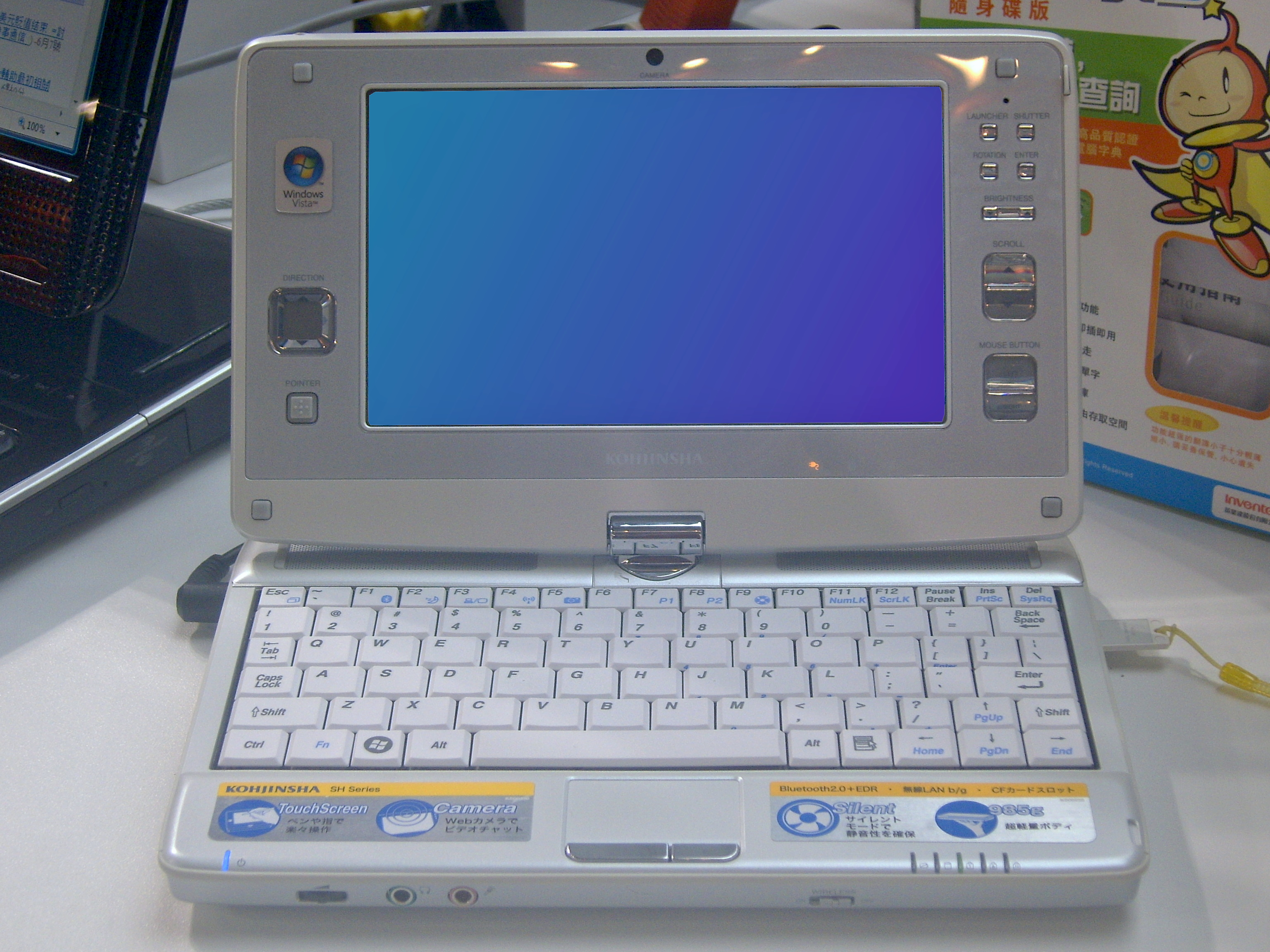
KOHJINSHA SH8WP12

KOHJINSHA SH（こうじんしゃ エスエイチ）は、日本のパソコンメーカーである株式会社工人舎が製造販売するノートパソコン。
最初のモデルは2007年6月発表。

## 概要・特徴
A5サイズの7型ワイドタッチパネル液晶1スピンドル（一部モデルはゼロスピンドル）ミニノートパソコン・タブレットPCであり、最廉価モデルは8万円を切る低価格となっている。リアルモバイル運用が想定されており、標準バッテリー装着時の重量が1kg未満と軽量で、バッテリーによる長時間運用ができる。ただし、本機の廉価版であるSAシリーズよりもパワーアップしている分、バッテリー持続時間は短くなっている。
外観・寸法・重量はSAシリーズとほぼ同様で、モバイルカメラとワンセグチューナーが追加されている。法人向けモデルも存在し、ワンセグチューナーの無いモデルがあった。
チップセットにIntel 945GU Expressを採用し、Intel Ultra Mobile Platform 2007に準拠した小型ノートPC。CPUはIntel A100 (600MHz) またはA110 (800MHz)。OSはWindows Vistaを採用しているが、のちにWindows XPモデルも投入された。
シリーズの大半にタッチパネル液晶を搭載しており、画面解像度は1024×600ピクセル。LEDバックライトを採用。キー配列はごく普通のノートPCとほぼ一緒で、キーサイズはSAシリーズよりも若干小さくなっている。液晶ヒンジ部分が180度回転する機構で、液晶画面を外向きにして折りたためる構造となっており、液晶パネル横にあるスティック型のポインティングデバイスとクリックボタンによる操作ができる。小さいながらも、普通のノートパソコンと同様にタッチパッドが搭載されている。
外部接続するための端子類・カードスロット類が豊富なのも特徴である。外部モニター端子（D-sub15ピン）、有線・無線LAN、Bluetooth 2.0+EDR、USB 2.0、CFカードスロット、SDカードスロット、メモリースティックスロット、マイク端子、ヘッドフォン端子が備わっている。CFカードスロットはType-2カードの使用が可能。
PCカードスロット、各種レガシーデバイス、IrDA、FAXモデムは搭載されていない。
汎用性の観点から2.5インチHDDを搭載しているが、交換には本体を分解する必要がある。
本機は前述の通りWindows Vistaが標準搭載されているが、必要最小限のスペックとなっている。OSにパワーを取られてしまうため、アプリケーションの動作が緩慢となってしまい、不満を感じるユーザーが多いといわれている。そのため最初からWindows Vistaを使わずにWindows XPをインストールし直すパワーユーザーが多く、ノウハウがいくつかのウェブサイトにて掲載されている。以前は日本法人の公式ウェブサイトにWindows XP用のデバイスドライバがアップロードされておらず、韓国法人のウェブサイトから入手する必要があったが、2008年7月17日付で日本法人ウェブサイトにアップロードされた。

### 基本仕様
- 本体寸法 ： 約227mm（幅）×約170mm（奥行）×約25.4mm（折りたたみ時最薄部高さ）
- 初期搭載メモリ容量 ： PC2-3200 (DDR2-400 SODIMM) 512MBまたは1GB。機種によって異なる。
- CPU・チップセット ： Intel A100 (600MHz) またはA110 (800NHz)、945GU +ICH7U
- HDD ： IDE接続の2.5インチHDD （初期搭載容量は機種によって異なる）または 32GB-SSD
- 標準搭載OS ： 機種によって異なる。
  - Microsoft Windows Vista Business （Windows XP Professionalダウングレード用メディア付）
  - Microsoft Windows Vista Home Premium
  - Microsoft Windows Vista Home Basic
  - Microsoft Windows XP Professional
  - Microsoft Windows XP Home Edition
- のいずれかが搭載された。